# Einkommensmillionär
Als Einkommensmillionär bezeichnet man eine natürliche Person (Steuerpflichtiger), die in einem Veranlagungszeitraum (Kalenderjahr) Einkünfte oder Einkommen von einer Million Euro (bzw. einer anderen Devise) oder mehr erzielt hat. Vom Einkommensmillionär zu unterscheiden ist der Vermögensmillionär.

## Situation in Deutschland
Laut Statistischem Bundesamt wurden im Jahr 2004 nur 9.688 Einkommensmillionäre registriert. Diese hatten ein Jahreseinkommen von durchschnittlich 2,7 Millionen Euro versteuert. Sie machen 0,03 % aller Steuerpflichtigen aus, sorgen aber für 5,2 % des gesamten Lohn- und Einkommensteueraufkommens.
Die Zahl der Einkommensmillionäre betrug knapp 12.500 im Jahr 2009.
Im Jahr 2013 wiesen laut Statistischem Bundesamt 17.400 Personen mit einem Gesamtbetrag der Einkünfte von über einer Million Euro. Dies waren rund 2.800 mehr als 2010. Die meisten Einkommensmillionäre lebten 2013 in Nordrhein-Westfalen (4.264), gefolgt von Bayern (3.806) und Baden-Württemberg (2.989). Eine der höchsten Quoten von Einkommensmillionären in Deutschland hat die hessische Stadt Königstein im Taunus mit 60 Einkommensmillionären auf 10.000 Einwohner, womit Königstein im Jahr 2020 die höchste Millionärsdichte aller hessischen Städte und Gemeinden verzeichnete. Auch die hessische Stadt Kronberg im Taunus wies 2020 mit 35 Einkommensmillionären auf 10.000 Einwohner die zweithöchste Millionärsdichte aller hessischen Städte und Gemeinden auf. Die Stadt Meerbusch im Rhein-Kreis Neuss mit 61 Einkommensmillionären bei 54.318 Einwohnern und die Gemeinde Schalksmühle im Märkischen Kreis mit 13 pro 11.847 Einwohnern weisen hohe Millionärsdichten auf. Unter den großen deutschen Städten hat Düsseldorf die meisten Einkommensmillionäre pro Einwohner, nämlich einen auf 1.535 Einwohner (2007).
Die Zahl der Einkommensmillionäre wuchs weiter auf über 21.000 im Jahr 2015. Damit hat sich die Zahl seit 2004 (s. o.) mehr als verdoppelt.
Im Rahmen des Cum-Ex-Skandals sollen zwischen 2009 und 2016 meist Einkommensmillionäre hunderte Millionen Euro Steuern hinterzogen haben.

## Situation in der Schweiz
In der Schweiz werden auf Bundesebene Einkommen über 200.000 Schweizer Franken (CHF) nicht separat erfasst. Gelegentlich werden Zahlen auf Ebene der Gemeinden oder Kantone veröffentlicht. In Kantonen mit niedrigen Einkommensteuersätzen, wie z. B. Zug, nehmen insbesondere ausländische Einkommensmillionäre (jene ohne Schweizer Bürgerrecht) bevorzugt ihren Wohnsitz. So lebten im Jahr 2000 z. B. in der Gemeinde Wollerau im Kanton Schwyz 29 Einkommensmillionäre, die insgesamt 572 Millionen Schweizer Franken versteuerten.

## Situation in den Vereinigten Staaten
Das U.S. Census Bureau erfasst Einkommen über 250.000 US-Dollar nicht separat. Bezieher von Millioneneinkommen sind in den Vereinigten Staaten u. a. Manager. Diese z. T. sehr hohen Vergütungen unterliegen bei börsennotierten Unternehmen einer Publizitätspflicht durch die amerikanische Börsenaufsicht SEC. Die höchsten Gehaltszahlung erhielt im Jahr 2005 der CEO der Occidental Petroleum Corporation, Ray R. Irani, mit 70.217.958,00 USD. 39 Unternehmenslenker erzielten Gehaltszahlungen zwischen 25 und 50 Millionen USD. Allerdings sind in diesen Vergütungen auch erhebliche Einkommen aus der Ausübung von Aktienoptionen enthalten.
Die Liste der höchsten Managergehälter führte im Jahr 2006 Richard D. Fairbank, der CEO des Finanzkonzerns Capital One mit 249.420.000 US-Dollar an. Das mutmaßlich höchste Gehalt (und Einkommen) weltweit erzielte 2006 der Börsenhändler John Arnold mit 2 Milliarden US-Dollar. Der Hedgefonds-Manager John Paulson erhielt 2010 ein Gehalt von 5 Milliarden US-Dollar.
Nach Daten aus dem Jahr 2007 des Internal Revenue Service liegt das Durchschnittseinkommen des 0,1 % Bevölkerungsanteils mit den höchsten Jahreseinkommen bei 5,6 Millionen US-Dollar. Betrachtet man aus dieser Gruppe die höchsten 10 % der Einkommen (damit 0,01 % der Gesamt-US-Bevölkerung), beträgt das Durchschnittseinkommen bereits 25,7 Millionen US-Dollar.

## Situation bei Bankmanagern
Die Europäische Bankenaufsichtsbehörde gab im November 2013 folgende Zahlen für 2012 bekannt:
- EU insgesamt: 3529 Bankmanager-Einkommensmillionäre (= 11 Prozent mehr als im Vorjahr), davon
  - Großbritannien 2714 Einkommensmillionäre (= plus 278), davon 2188 im Investmentbanking;
  - Deutschland 212 (plus 42; in Deutschland gab es 2013 insgesamt 17.400 Einkommensmillionäre);
  - Frankreich 177;
  - Italien 109;
  - Österreich 19;
  - Spanien 100[17]